# Wenedikt Wassiljewitsch Jerofejew
Wenedikt Wassiljewitsch Jerofejew (russisch Венедикт Васильевич Ерофеев, wiss. Transliteration Venedikt Vasil'evič Erofeev; * 24. Oktober 1938 in Kirowsk; † 11. Mai 1990 in Moskau) war ein russischer Schriftsteller.

## Leben

Grabstein von Jerofejew mit Porträt auf dem Kunzewoer Friedhof in Moskau

Jerofejew war der Sohn eines aus dem Wolgagebiet stammenden Bahnhofsvorstehers. Er schloss die Schule mit einer Goldmedaille ab und studierte an der Philologischen Fakultät der Lomonossow-Universität in Moskau. Nach seiner Relegation von der Universität wegen Versäumens von Wehrübungen 1957 besuchte er zunächst kurz das Pädagogische Institut in Wladimir, wurde aber als Anführer einer Studentengruppe namens Die Popen bald der Stadt verwiesen. Dadurch war er gezwungen, verschiedene Aushilfstätigkeiten anzunehmen: er arbeitete als Heizer, Wärter, in einer Pfandflaschenannahme, als Mitglied einer parasitologischen Expedition und als Monteur im Fernmeldewesen.
Diese Erlebnisse, wie auch seinen Alkoholismus, verdichtete er zu seinem berühmten Roman Moskau – Petuschki. Die spezifisch russische Gattungsbezeichnung des Romans ist Poem. Es entstand 1969. Der Maler Vitali Stesin, der sich für die Ausreise jüdischer Dissidenten einsetzte, schmuggelte das Manuskript bei seiner Ausreise nach Israel. Dort erschien es 1973 in der israelischen Zeitschrift Ani auf Russisch. Die erste Buchausgabe war eine französische Übersetzung. In der Sowjetunion war das Buch lange verboten und konnte erst 1988 erscheinen.
In den 1980er Jahren begann Jerofejew Deutsch zu lernen; aus Wut auf den sowjetischen Literaturbetrieb soll er gedroht haben, sein nächstes Werk auf Deutsch zu verfassen. 1987 ließ sich Jerofejew katholisch taufen. Er war mit Olga Sedakowa befreundet. Er starb 1990 an Kehlkopfkrebs.
Aus seinem Nachlass wurden 2001 Tagebuchaufzeichnungen aus den Jahren 1956 und 1957 veröffentlicht.

## Werke (Auswahl)
- Moskau – Petuschki (Москва — Петушки), Prosagedicht, 1969/1973.
- Wassili Rosanow aus der Sicht eines Exzentrikers (Василий Розанов глазами эксцентрика), Essay, 1973.
- Walpurgisnacht, oder die Schritte des Kommandanten (Вальпургиева ночь, или Шаги Командора), Tragödie, 1985.
- Meine kleine Leniniana (Моя маленькая лениниана), 1988.
- Walpurgisnacht oder die Schritte de Komturs, Bühnenstück, Übersetzt von Sergej Gladkich, deutsche Erstaufführung: 10. Januar 1994, Nationaltheater Mannheim
- Die Dissidenten, oder Fanny Kaplan (Диссиденты, или Фанни Каплан), Dramen-Fragment, 1995.
- Unnützes Fossil (Бесполезное ископаемое), aus den Tagebüchern, 2001.

Deutsche Ausgaben
- Die Reise nach Petuschki. Übersetzt von Natascha Spitz, München 1978.
- Walpurgisnacht oder die Schritte des Komturs, Bühnenstück, Übersetzt von Sergej Gladkich, Hörspielursendung: 13. Dezember 1994, Sender Freies Berlin 1994
- Moskau – Petuški. Ein Poem. Übersetzt von Peter Urban, Zürich 2005[2]
- Aufzeichnungen eines Psychopathen. Aus den Tagebüchern, übersetzt von Thomas Reschke, Köln 2004.